# Jochen Winand

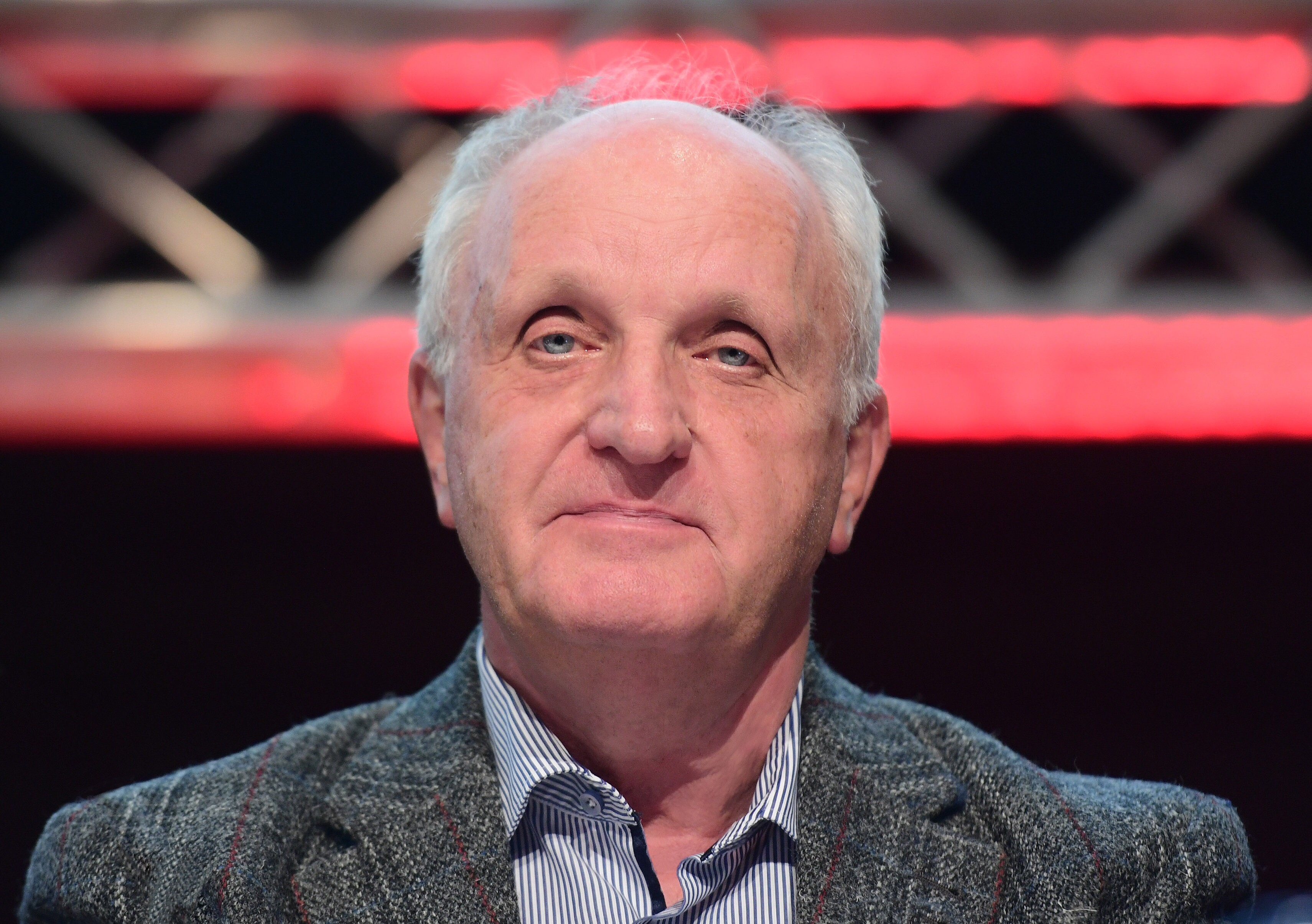
Jochen Winand (2019)

Jochen Winand (* 11. August 1951 in Bonn) ist ein deutscher Unternehmer und Unternehmensberater. Er ist Geschäftsführender Gesellschafter der Winand Consulting GmbH. 2014 wurde er Vizepräsident des FC St. Pauli.

## Karriere
Jochen Winand studierte nach seinem Abitur bis 1975 an der Universität Hamburg Wirtschaftswissenschaften. Danach startete er in einer Kölner Unternehmensberatung seinen beruflichen Werdegang. 1977 wechselte er als Leiter Konzernrechnungswesen zur Marquard & Bahls Gruppe nach Hamburg. Bevor er 1984 als Geschäftsführer zur Schümann-Gruppe in Hamburg (heute Awax-Gruppe) wechselte, arbeitete er drei Jahre als Managing Director der Eximo Ltd., London (UK).
Innerhalb der Schümann-Gruppe hielt Jochen Winand leitende Positionen bei in- und ausländischen Gesellschaften inne, unter anderem drei Jahre als Directeur Financier der RMC Belix, Paris/Antilly (F). Inhaltlicher Schwerpunkt seiner Arbeit waren Unternehmensführung (CEO/CFO) und Unternehmenstransaktionen. Zuletzt war er seit Gründung der Gesellschaft im Dezember 2004 bis Dezember 2014 Vorstandsvorsitzender der Süderelbe AG in Hamburg. Daneben ist er in verschiedenen Beiratsgremien tätig.
Jochen Winand setzt sich ehrenamtlich u. a. für die länderübergreifende Zusammenarbeit von Wirtschaft, Wissenschaft und Politik in der Metropolregion Hamburg ein.
Zudem ist Jochen Winand einer der Vizepräsidenten des Hamburger Fußballvereins FC St. Pauli .

## Ehrungen und Auszeichnungen
- 2009  „Medaille für treue Arbeit im Dienste des Volkes“ in Bronze, verliehen vom Hamburger Senat.[3]
- 2010 „Portugaleser“ für sein ehrenamtliches Engagement,[4] verliehen vom Zentralausschuss Hamburgischer Bürgervereine von 1886 r. V.
- 2015 Bundesverdienstkreuz am Bande.[5][6]
- 2018 Ehrenvorsitzender des Wirtschaftsvereins für den Hamburger Süden